# Offenbacher Fußball-Club Kickers 1901 1994-1995
Questa voce raccoglie le informazioni riguardanti l'Offenbacher Fußball-Club Kickers 1901 nelle competizioni ufficiali della stagione 1994-1995.

## Stagione
Nella stagione 1994-1995 il Kickers Offenbach, allenato da Wilfried Kohls, concluse il campionato di Regionalliga sud al 15º posto e fu retrocesso in Oberliga. In Coppa di Germania il Kickers Offenbach fu eliminato al secondo turno dal Borussia M'gladbach.

## Rosa
| N. |                     | Ruolo | Calciatore       |
| -- | ------------------- | ----- | ---------------- |
| 1  | Germania (bandiera) | P     | René Keffel      |
| 5  | Germania (bandiera) | D     | Stefan Dolzer    |
| 10 | Germania (bandiera) | C     | Oliver Speth     |
|    | Romania (bandiera)  | P     | Marius Todericiu |
|    | Croazia (bandiera)  | D     | Milan Babicic    |
|    | Germania (bandiera) | D     | Jochen Krapp     |
|    | Germania (bandiera) | D     | Stefan Schummer  |
|    | Benin (bandiera)    | C     | Dinalo Adigo     |
|    | Germania (bandiera) | C     | Günther Albert   |
|    | Germania (bandiera) | C     | Bernd Gramminger |

| N. |                                 | Ruolo | Calciatore         |
| -- | ------------------------------- | ----- | ------------------ |
|    | Germania (bandiera)             | C     | Michael Hartmann   |
|    | Germania (bandiera)             | C     | Gerald Mai         |
|    | Nigeria (bandiera)              | C     | Emanuelle Nwanegbo |
|    | Croazia (bandiera)              | C     | Miro Stipić        |
|    | Serbia (bandiera)               | A     | Goran Aleksić      |
|    | Bosnia ed Erzegovina (bandiera) | A     | David Behlil       |
|    | Grecia (bandiera)               | A     | Paul Koutsoliakos  |
|    | Croazia (bandiera)              | A     | Goran Skeledžić    |
|    | Germania (bandiera)             | A     | Holger Wolf        |

## Organigramma societario
Area tecnica
- Allenatore: Wilfried Kohls
- Allenatore in seconda: Stephan Groß
- Preparatore dei portieri:
- Preparatori atletici:
- Analisi video:

## Calciomercato

### Sessione estiva
| Acquisti | Acquisti     | Acquisti            | Acquisti |
| R.       | Nome         | da                  | Modalità |
| -------- | ------------ | ------------------- | -------- |
| A        | David Behlil | Hessen Kassel       |          |
| C        | Miro Stipić  | Vikt. Aschaffenburg |          |

| Cessioni | Cessioni       | Cessioni            | Cessioni |
| R.       | Nome           | a                   | Modalità |
| -------- | -------------- | ------------------- | -------- |
| C        | Thomas Biehrer | Vikt. Aschaffenburg |          |

### Sessione invernale
| Acquisti | Acquisti | Acquisti | Acquisti |
| R.       | Nome     | da       | Modalità |
| -------- | -------- | -------- | -------- |

| Cessioni | Cessioni    | Cessioni  | Cessioni |
| R.       | Nome        | a         | Modalità |
| -------- | ----------- | --------- | -------- |
| C        | Markus Koch | Darmstadt |          |

## Risultati

### Regionalliga

#### Girone di andata
| 3 agosto 1994, ore 18:00 CEST 1ª giornata | Bayern Monaco II | 1 – 0 | Kickers Offenbach |  |

| 6 agosto 1994, ore 15:00 CEST 2ª giornata | Kickers Offenbach | 2 – 1 | Egelsbach |  |

| 17 agosto 1994, ore 19:30 CEST 3ª giornata | Kickers Offenbach | 3 – 1 | Hessen Kassel |  |

| 20 agosto 1994, ore 15:00 CEST 4ª giornata | Kickers Stoccarda | 3 – 0 | Kickers Offenbach |  |

| 26 agosto 1994, ore 20:00 CEST 5ª giornata | Kickers Offenbach | 0 – 0 | Fürth |  |

| 3 settembre 1994, ore 15:00 CEST 6ª giornata | Vestenbergsgreuth | 5 – 1 | Kickers Offenbach |  |

| 20 settembre 1994, ore 18:00 CEST 7ª giornata | Kickers Offenbach | 0 – 1 | Ulma |  |

| 16 settembre 1994, ore 18:00 CEST 8ª giornata | Reutlingen | 1 – 0 | Kickers Offenbach |  |

| 25 settembre 1994, ore 15:00 CEST 9ª giornata | Kickers Offenbach | 1 – 2 | Darmstadt |  |

| 8 ottobre 1994, ore 15:00 CET 10ª giornata | Unterhaching | 3 – 0 | Kickers Offenbach |  |

| 14 ottobre 1994, ore 18:00 CET 11ª giornata | Kickers Offenbach | 4 – 1 | Rot-Weiss Francoforte |  |

| 20 ottobre 1994, ore 15:00 CET 12ª giornata | Wehen | 3 – 2 | Kickers Offenbach |  |

| 30 ottobre 1994, ore 15:00 CET 13ª giornata | Kickers Offenbach | 2 – 0 | Ludwigsburg |  |

| 6 novembre 1994, ore 15:00 CET 14ª giornata | Ditzingen | 4 – 2 | Kickers Offenbach |  |

| 11 novembre 1994, ore 18:00 CET 15ª giornata | Kickers Offenbach | 2 – 0 | VfR Mannheim |  |

| 19 novembre 1994, ore 15:00 CET 16ª giornata | Augusta | 3 – 2 | Kickers Offenbach |  |

| 4 dicembre 1994, ore 15:00 CET 17ª giornata | Kickers Offenbach | 4 – 1 | Lohhof |  |

#### Girone di ritorno
| 9 dicembre 1994, ore 18:00 CET 18ª giornata | Kickers Offenbach | 0 – 0 | Bayern Monaco II |  |

| 28 marzo 1995, ore 18:00 CEST 19ª giornata | Egelsbach | 2 – 0 | Kickers Offenbach |  |

| 4 marzo 1995, ore 15:00 CET 20ª giornata | Hessen Kassel | 1 – 0 | Kickers Offenbach |  |

| 10 marzo 1995, ore 19:30 CET 21ª giornata | Kickers Offenbach | 0 – 3 | Kickers Stoccarda |  |

| 18 marzo 1995, ore 15:00 CET 22ª giornata | Fürth | 2 – 2 | Kickers Offenbach |  |

| 24 marzo 1995, ore 19:30 CET 23ª giornata | Kickers Offenbach | 0 – 2 | Vestenbergsgreuth |  |

| 1º aprile 1995, ore 15:00 CEST 24ª giornata | Ulma | 3 – 0 | Kickers Offenbach |  |

| 7 aprile 1995, ore 19:30 CEST 25ª giornata | Kickers Offenbach | 1 – 1 | Reutlingen |  |

| 17 aprile 1995, ore 15:00 CEST 26ª giornata | Darmstadt | 2 – 0 | Kickers Offenbach |  |

| 21 aprile 1995, ore 19:30 CEST 27ª giornata | Kickers Offenbach | 0 – 2 | Unterhaching |  |

| 30 aprile 1995, ore 15:00 CEST 28ª giornata | Rot-Weiss Francoforte | 2 – 2 | Kickers Offenbach |  |

| 7 maggio 1995, ore 15:00 CEST 29ª giornata | Kickers Offenbach | 3 – 0 | Wehen |  |

| 13 maggio 1995, ore 15:00 CEST 30ª giornata | Ludwigsburg | 1 – 1 | Kickers Offenbach |  |

| 19 maggio 1995, ore 19:30 CEST 31ª giornata | Kickers Offenbach | 0 – 2 | Ditzingen |  |

| 25 maggio 1995, ore 15:00 CEST 32ª giornata | VfR Mannheim | 1 – 1 | Kickers Offenbach |  |

| 28 maggio 1995, ore 15:00 CEST 33ª giornata | Kickers Offenbach | 4 – 0 | Augusta |  |

| 3 giugno 1995, ore 15:00 CEST 34ª giornata | Lohhof | 0 – 2 | Kickers Offenbach |  |

### Coppa di Germania
| Arbitro: | Albrecht |

|                                   |           |               |
| Koch 43’ Aleksić 65’ Nwanegbo 82’ | Marcatori | 83’ Schmöller |

| Arbitro: | Fischer |

|  |           |            |
|  | Marcatori | 89’ Dahlin |

## Statistiche

### Statistiche di squadra
| Competizione      | Punti | In casa | In casa | In casa | In casa | In casa | In casa | In trasferta | In trasferta | In trasferta | In trasferta | In trasferta | In trasferta | Totale | Totale | Totale | Totale | Totale | Totale | DR  |
| Competizione      | Punti | G       | V       | N       | P       | Gf      | Gs      | G            | V            | N            | P            | Gf           | Gs           | G      | V      | N      | P      | Gf     | Gs     | DR  |
| ----------------- | ----- | ------- | ------- | ------- | ------- | ------- | ------- | ------------ | ------------ | ------------ | ------------ | ------------ | ------------ | ------ | ------ | ------ | ------ | ------ | ------ | --- |
| Regionalliga sud  | 34    | 17      | 8       | 3       | 6       | 26      | 17      | 17           | 1            | 4            | 12           | 15           | 37           | 34     | 9      | 7      | 18     | 41     | 54     | -13 |
| Coppa di Germania | -     | 2       | 1       | 0       | 1       | 3       | 2       | 0            | 0            | 0            | 0            | 0            | 0            | 2      | 1      | 0      | 1      | 3      | 2      | +1  |
| Totale            | 34    | 19      | 9       | 3       | 7       | 29      | 19      | 17           | 1            | 4            | 12           | 15           | 37           | 36     | 10     | 7      | 19     | 44     | 56     | -12 |

### Andamento in campionato
| Giornata  | 1  | 2 | 3 | 4 | 5  | 6  | 7  | 8  | 9  | 10 | 11 | 12 | 13 | 14 | 15 | 16 | 17 | 18 | 19 | 20 | 21 | 22 | 23 | 24 | 25 | 26 | 27 | 28 | 29 | 30 | 31 | 32 | 33 | 34 |
| --------- | -- | - | - | - | -- | -- | -- | -- | -- | -- | -- | -- | -- | -- | -- | -- | -- | -- | -- | -- | -- | -- | -- | -- | -- | -- | -- | -- | -- | -- | -- | -- | -- | -- |
| Luogo     | T  | C | C | T | C  | T  | C  | T  | C  | T  | C  | T  | C  | T  | C  | T  | C  | C  | T  | T  | C  | T  | C  | T  | C  | T  | C  | T  | C  | T  | C  | T  | C  | T  |
| Risultato | P  | V | V | P | N  | P  | P  | P  | P  | P  | V  | P  | V  | P  | V  | P  | V  | N  | P  | P  | P  | N  | P  | P  | N  | P  | P  | N  | V  | N  | P  | N  | V  | V  |
| Posizione | 14 | 8 | 5 | 9 | 10 | 10 | 13 | 15 | 16 | 16 | 14 | 15 | 14 | 14 | 14 | 15 | 14 | 14 | 14 | 14 | 15 | 16 | 16 | 16 | 16 | 16 | 16 | 16 | 16 | 16 | 16 | 16 | 15 | 15 |

Legenda:

Luogo: C = Casa; T = Trasferta. Risultato: V = Vittoria; N = Pareggio; P = Sconfitta.

### Statistiche dei giocatori
| D. Adigo        | 2 | 0 | 0 | 0 |
| G. Albert       | 2 | 0 | 1 | 0 |
| G. Aleksić      | 2 | 1 | 0 | 0 |
| M. Babicic      | 2 | 0 | 0 | 0 |
| D. Behlil       | 0 | 0 | 0 | 0 |
| S. Dolzer       | 0 | 0 | 0 | 0 |
| B. Gramminger   | 1 | 0 | 0 | 0 |
| M. Hartmann     | 0 | 0 | 0 | 0 |
| R. Keffel       | 0 | 0 | 0 | 0 |
| M. Koch         | 2 | 1 | 0 | 0 |
| P. Koutsoliakos | 2 | 0 | 0 | 0 |
| J. Krapp        | 2 | 0 | 0 | 0 |
| G. Mai          | 2 | 0 | 0 | 0 |
| E. Nwanegbo     | 2 | 1 | 0 | 0 |
| S. Schummer     | 2 | 0 | 0 | 0 |
| G. Skeledžić    | 1 | 0 | 0 | 0 |
| O. Speth        | 0 | 0 | 0 | 0 |
| M. Stipić       | 2 | 0 | 0 | 0 |
| M. Todericiu    | 2 | 0 | 0 | 0 |
| H. Wolf         | 0 | 0 | 0 | 0 |